# Parafia Najświętszego Serca Jezusowego w Rosalie
Parafia Najświętszego Serca Jezusowego w Rosalie – parafia rzymskokatolicka, należąca do archidiecezji Brisbane.
Na terenie parafii, oprócz kościoła parafialnego w Rosalie znajduje się także kościół filialny pw. św. Tomasza Morusa w Petrie Terrace.